# Your New Cuckoo
Your New Cuckoo è un singolo del gruppo musicale svedese The Cardigans, pubblicato nel 1997 ed estratto dall'album First Band on the Moon. 

## Tracce
- CD Singolo (Europa)

1. Your New Cuckoo (Radio Edit) – 3:30
2. Country Hell – 2:47

- 12" (Svezia)

1. Your New Cuckoo (Hyper Disco Mix) – 9:29
2. Your New Cuckoo (Super Stereo Mix) – 3:54
3. Your New Cuckoo (Radio Edit) – 3:30

## Formazione
- Nina Persson – voce
- Peter Svensson – chitarra
- Magnus Sveningsson – basso
- Lars-Olof Johansson – tastiera
- Bengt Lagerberg – batteria, percussioni

## Classifiche
| Classifica (1997) | Posizione raggiunta |
| ----------------- | ------------------- |
| Regno Unito       | 35                  |